# Das Sommerhaus der Stars – Kampf der Promipaare/Staffel 10
Die 10. Staffel der deutschen Reality-Show Das Sommerhaus der Stars – Kampf der Promipaare wird ab dem 16. September 2025 jeweils dienstags auf dem Privatsender RTL ausgestrahlt werden. Die Teilnehmer wurden am 7. August 2025 auf Instagram bekanntgegeben. Alle Folgen sind jeweils eine Woche vorab auf RTL+ verfügbar.
Zum sechsten Mal in Folge wurde auf einem Bauernhof in Bocholt-Barlo gedreht.

## Teilnehmer
| Platz | Teilnehmer                                                | Bekannt geworden als | Einzug   | Auszug   | Elimination durch |
| Platz | Teilnehmer                                                | Bekannt geworden als | in Folge | in Folge | Elimination durch |
| ----- | --------------------------------------------------------- | --- | -------- | -------- | ----------------- |
|       | Paulina Ljubas (28) und ihr Freund Tommy Pedroni (30)     | ehemalige Laiendarstellerin bei Köln 50667, Teilnehmerin bei Temptation Island VIP, Ex on the Beach, Promi Big Brother, Germany Shore und The 50, Gewinnerin von CoupleChallenge / Teilnehmer bei Ex on the Beach, Are You the One?, CoupleChallenge, Temptation Island VIP, Reality Backpackers, Germany Shore, Prominent getrennt und The 50, Gewinner von CoupleChallenge |          |          |                   |
|       | Tara Tabitha (32) und ihr Freund Dennis Lodi (29)         | Teilnehmerin bei Saturday Night Fever, Ex on the Beach, Ich bin ein Star – Holt mich hier raus!, Forsthaus Rampensau, Are You the One?, The 50 und Match my Ex!, Gewinnerin von Reality Backpackers und Kampf der Realitystars / Teilnehmer bei Make Love, Fake Love, The 50 und Kampf der Realitystars                                                                      |          |          |                   |
|       | Marvin Kleinen (30) und seine Freundin Jennifer Degenhart | Bruder von Calvin Kleinen, Teilnehmer bei Swipe Match Love?, Are You the One? und Ex on the Beach, Gewinner von CoupleChallenge / Teilnehmerin bei Love Island, Are You the One?, Germany Shore und Ex on the Beach |          |          |                   |
|       | Ryan Wöhrl (23) und seine Freundin Lina Baumann           | Teilnehmer bei Are You the One?, Ex on the Beach, The 50 und Germany’s Next Topmodel / Influencerin |          |          |                   |
|       | Edda Elisa Pilz (23) und ihr Freund Michael Klotz         | Teilnehmerin bei Are You the One?, Ex on the Beach und Reality Backpackers / Teilnehmer bei Ex on the Beach |          |          |                   |
|       | Silva Gonzalez (46) und seine Ehefrau Stefanie Schanzleh  | Sänger, Mitglied der Hot Banditoz, Teilnehmer bei Ich bin ein Star – Holt mich hier raus!, Prominent getrennt, Kampf der Realitystars und The 50 / Sängerin, Mitglied der Hot Banditoz, Teilnehmerin bei Prominent getrennt |          |          |                   |
|       | Jochen Horst (63) und seine Ehefrau Tina Horst            | Schauspieler, Teilnehmer bei Promi Big Brother / – |          |          |                   |
|       | Hanka Rackwitz (56) und ihr Freund Pierre Paminski        | Protagonistin bei Mieten, kaufen, wohnen, Teilnehmerin bei Big Brother, Ich bin ein Star – Holt mich hier raus! und Ich bin ein Star – Showdown der Dschungel-Legenden / – |          |          |                   |
|       | Sarah Joelle Jahnel (35) und ihr Freund Ersin             | Sängerin, Teilnehmerin bei Deutschland sucht den Superstar, Promi Big Brother, Adam sucht Eva, Ich bin ein Star – Holt mich hier raus! und Prominent getrennt / – |          |          |                   |
|       | Luise-Isabella Matejczyk (35) und ihr Freund Pascal Zadow | Laiendarstellerin u. a. bei Köln 50667 / Laiendarsteller u. a. bei Köln 50667 |          |          |                   |